# Museo storico della fanteria
Il museo storico della Fanteria è stato inaugurato nel 1959 ed è sotto l'autorità del Comando militare della capitale. Si trova in piazza Santa Croce di Gerusalemme 9 a Roma. Dal 2023 risulta chiuso e parte degli spazi sono utilizzati per delle mostre d'arte.

## Storia
L'idea di fondare questo museo nacque alla fine della grande guerra mediante interessamento dei reggimenti dell'arma che presero l'iniziativa di creare nelle rispettive caserme dei piccoli sacrari che ricordavano alcune testimonianza delle tradizioni. Ma, durante la seconda guerra mondiale vennero smarriti o distrutti i cimeli conservati. In seguito, nel dopoguerra, lo stato maggiore dell'esercito affidò al Generale Edoardo Scala l'incarico di trovare il materiale da inserire nel nascente museo, ma ancora non si trovò un'idonea sede. Nel 1956 fu lasciato l'incarico al successore, il generale Attilio Bruno che si applicò per trovare una sede presso il museo storico dei granatieri di Sardegna. Con l'appoggio delle autorità militari e del ministero della difesa si recinse il palazzo. Infine il museo venne inaugurato l'11 novembre 1959 dall'allora presidente della repubblica Giovanni Gronchi. Il 28 giugno 1986 è diventato Ente di Forza Armata. Il Museo è stato ristrutturato nel 1990

## Descrizione
Il museo è suddiviso in tre settori: armi, bandiere ed uniformi e si compone in biblioteca ed archivio storico, sacrario, 35 sale con 5 gallerie ed androni. I vari reparti spaziano in vari settori, tra cui: in varie specializzazioni militari (specialità dell'arma e specialità coloniali), guerre prima e seconda guerra mondiale ed armeria. Inoltre il museo consta di varie donazioni ed acquisti, pitture, disegni e sculture tra cui la statua del "Partente" di B. Poidimani sita al pianoterra ed il "Redentore sulla croce" di Edmondo Furlan sita nel sacrario.
Dopo una chiusura per ristrutturazione, il museo riapre il 9 settembre 2016 con una mostra sul primo conflitto mondiale.
Dal 2023 risulta chiuso.

## Collegamenti
|  | È raggiungibile dalla stazione Porta Maggiore. |